# Ditadura militar na Bolívia (1964-1982)
Os governos militares da Bolívia (1964-1982) realizaram uma conservadora política de reformas econômicas, como a reabertura da indústria das minas de estanho ao investimento privado estrangeiro. Em julho de 1966, René Barrientos submete-se a votação como civil, conseguindo ser eleito presidente. Durante seu mandato mantêm uma aliança com os militares e com os camponeses, mas enfrenta os mineiros e trabalhadores. Em 1967, promulga uma nova constituição. No entanto, a Guerrilha de Ñancahuazú, comandada por Ernesto Che Guevara entra em erupção, e ele é forçado a depender dos militares para enfrentar este movimento de guerrilha que havia começado a operar em regiões montanhosas. Em outubro de 1967, o exército boliviano afirmou que havia derrotado os rebeldes em um lugar perto da aldeia de Vallegrande; havia sido capturado em campo de batalha, Che Guevara, que logo depois foi executado. 
Barrientos morreu em um suspeito acidente de helicóptero em abril de 1969. Ele foi sucedido no poder por uma série de governos de curta duração, principalmente militares; e em agosto de 1971, o general Juan José Torres foi derrubado em um golpe liderado pelo coronel Hugo Banzer.
O regime de Banzer rapidamente se transformou de uma posição relativamente moderada à uma posição de maior repressão: abolindo o movimento trabalhista, suspendendo todos os direitos civis e enviando tropas para os centros de mineração. O Banzer se alinha com os governos militares anti-esquerdistas de Argentina, Brasil, Chile, Paraguai e Uruguai. Em 1978, Banzer renunciou e uma junta militar tomou o poder. No início dos anos 1980, um forte crescimento econômico na década anterior - que havia sido apoiado pelo alto preço do estanho no mercado mundial - levou à crise. A queda nos preços dos minerais e a má gestão dos regimes militares haviam deixado a Bolívia com uma dívida enorme, uma situação hiperinflacionária e um declínio das receitas de exportação. A exportação ilegal de cocaína foi o principal recurso que procurou divisas, de modo que os Estados Unidos pressionaram o governo da Bolívia para que tomasse medidas eficazes contra o tráfico de droga.
Em 17 de julho de 1980, o general Luis García Meza realiza um golpe de Estado apoiado pelos paramilitares recrutados pelo criminoso de guerra nazista Klaus Barbie e o terrorista italiano Stefano Delle Chiaie, que derrubam a presidente interina constitucional Lidia Gueiler Tejada, e impedem a posse do vencedor da eleição, Hernán Siles Zuazo, de assumir a presidência.
O Governo Garcia Meza é caracterizado pela repressão brutal de seus oponentes, registrando prisões, assassinatos e desaparecimentos forçados realizados pelo Ministério do Interior à frente de Luis Arce Gómez. O pouco apoio da população pobre e da comunidade internacional, bem como provas de vínculos com o tráfico de drogas levaram o governo de facto ao fim em 1981.
Confrontada com questões raciais e culturais, a Bolívia conheceu revoluções e golpes militares. No início dos anos 80, foi derrubada a última junta militar que governou do país para restaurar a democracia como forma de governo.

## Plano de fundo
A transição da Bolívia, para a democracia começou em 1978, quando o então ditador Hugo Banzer Suarez, sob forte pressão interna e internacional obrigaram o país a realizar eleições democráticas. Enquanto a União Popular Democrática (Unidad Democratica y Popular, UDP), liderada por Hernán Siles Zuazo, venceu as eleições em 1978 o escolhido sucessor do ditador Banzer, Juan Pereda Asbún, inciou um golpe militar e declarou as eleições invalidas. No mesmo ano, outro líder militar, David Padilla, também lançou outro golpe e as eleições seriam anuladas em 1979 e 1980, entretanto um não candidato e presidência ganhou a maioria dos votos populares e foi escolhido pelo parlamento como o presidente interino até as novas eleições. Isto contribuiu para a crise politica local entre 1980 e 1982.             